# 생창길
생창길(Saengchang-gil)은 강원특별자치도 철원군 김화읍 학사 교차로와 읍내삼거리를 잇는 강원특별자치도의 도로이다. 도로의 명칭은 생창리에서 따온 것으로 생창리는 노상, 노하, 내동, 신흥리를 병합한 이름이다. 이 도로의 북쪽 끝은 비무장지대와 연결되어 있기 때문에 일부 구간은 민간인은 통행할 수 없다.

## 주요 경유지
강원특별자치도
- 철원군 김화읍